# Rachel Weisz
Rachel Hannah Weisz (/ˈvaɪs/ vyse; n. 7 martie 1970)  este o actriță britanico-americană, care a repurtat numeroase succese filmice, pentru care a fost recompensată cu premii printre care se disting un Oscar (sau, neformal, Academy Award), un Golden Globe Award și un British Academy Film Award.
Weisz și-a început cariera de actriță britanică de scenă și de televiziune la începutul anilor 1990, făcându-și debutul filmic în 1994, în Death Machine. A cucerit premiul en  Critics' Circle Theatre Award pentru rolul interpretat în 1994 din piesa de teatru a lui Noël Coward Design for Living, continuând apoi cu producția din 1999 a piesei dramaturgului american Tennessee Williams Suddenly, Last Summer.
Recunoașterea ca actriță de film a venit după interpretarea rolului personajului Evelyn Carnahan  din seria de filme de acțiune hollywood-iene The Mummy (1999) și The Mummy Returns (2001). Weisz a continuat a interpreta roluri în filme ale anilor 2000 precum Enemy at the Gates (2001), About a Boy (2002), Constantine (2005), The Fountain (2006) și The Lovely Bones (2009).
În 2005 a câștigat un premiu Oscar pentru rolul său din pelicula The Constant Gardener.
Weisz a fost logodită cu realizatorul de filme Darren Aronofsky între 2005 și 2010. Weisz s-a căsătorit cu actorul Daniel Craig în 2011, devenind cetățean naturalizat al Statelor Unite ale Americii în același an.

## Filmografie

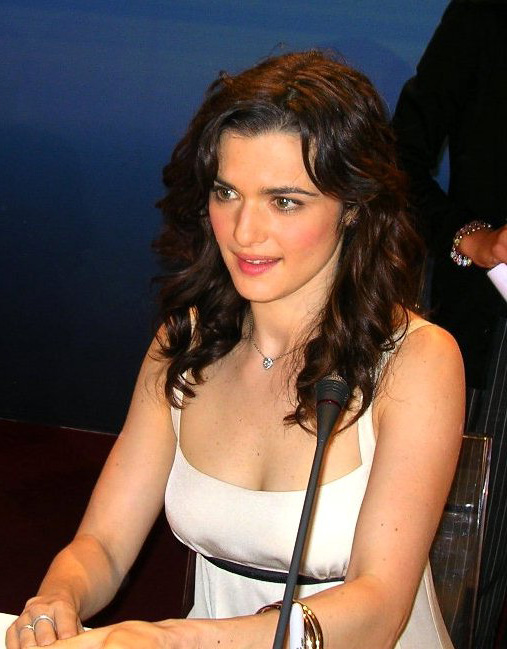

| An   | Titlu                                                         | Rol                                          | Note                                                                                                  |
| ---- | ------------------------------------------------------------- | -------------------------------------------- | --- |
| 1995 | Death Machine                                                 | Junior Executive                             | |
| 1996 | Chain Reaction                                                | Dr. Lily Sinclair                            | |
| 1996 | Stealing Beauty                                               | Miranda Fox                                  | |
| 1997 | Bent                                                          | Prostitute                                   | |
| 1997 | Going All the Way                                             | Marty Pilcher                                | |
| 1997 | Swept from the Sea                                            | Amy Foster                                   | |
| 1997 | I Want You                                                    | Helen                                        | |
| 1998 | My Summer with Des                                            | Rosie                                        | |
| 1998 | The Land Girls                                                | Ag (Agapanthus)                              | |
| 1999 | Mumia                                                         | Evelyn "Evie" Carnahan                       | - Nominalizare — Saturn Award for Best Actress - Nominalizare — Empire Award for Best British Actress |
| 1999 | Sunshine                                                      | Greta                                        | Nominalizare — Genie Award for Best Performance by an Actress in a Supporting Role                    |
| 1999 | Tube Tales                                                    | Angela                                       | |
| 2000 | Beautiful Creatures                                           | Petula                                       | |
| 2000 | This Is Not an Exit: The Fictional World of Bret Easton Ellis | Lauren Hynde                                 | |
| 2001 | Enemy at the Gates                                            | Tania Chernova                               | Nominalizare – European Film Award for Best Actress                                                   |
| 2001 | The Mummy Returns                                             | Evelyn Carnahan-O'Connell Princess Nefertiri | |
| 2002 | About a Boy                                                   | Rachel                                       | |
| 2003 | Confidence                                                    | Lily                                         | |
| 2003 | The Shape of Things                                           | Evelyn Ann Thompson                          | plus Producător                                                                                       |
| 2003 | Runaway Jury                                                  | Marlee                                       | |
| 2004 | Envy                                                          | Debbie Dingman                               | |
| 2005 | Constantine                                                   | Angela Dodson/Isabel Dodson                  | Nominalizare — Teen Choice: Movie Scream Scene                                                        |
| 2005 | The Constant Gardener                                         | Tessa Quayle                                 | |
| 2006 | The Fountain                                                  | Izzi/Isabella I of Castile                   | |
| 2006 | Eragon                                                        | Saphira                                      | |
| 2007 | Fred Claus (Fratele lui Moș Crăciun)                          | Wanda                                        | |
| 2007 | My Blueberry Nights                                           | Sue Lynn                                     | |
| 2008 | Definitely, Maybe                                             | Summer Hartley (Natasha)                     | |
| 2009 | The Brothers Bloom                                            | Penelope                                     | |
| 2009 | The Lovely Bones                                              | Abigail Salmon                               | |
| 2009 | Agora                                                         | Hypatia                                      | |
| 2010 | The Whistleblower                                             | Kathryn Bolkovac                             | |
| 2011 | Page Eight                                                    | Nancy Pierpan                                | |
| 2011 | Dream House                                                   | Libby Atenton                                | |
| 2011 | The Deep Blue Sea                                             | Hester Collyer                               | |
| 2012 | The Bourne Legacy                                             | Dr. Marta Shearing                           | |
| 2013 | Oz the Great and Powerful                                     | Evanora                                      | |
| 2015 | The Lobster                                                   | Short Sighted Woman                          | |
| 2015 | Youth                                                         | Lena Ballinger                               | |
| 2015 | The Light Between Oceans                                      | Hannah Roennfeldt                            | |